# Monika Wulf-Mathies
Monika Wulf-Mathies, de soltera Monika Baier, (Wernigerode, Alemanya 1942) és una política i sindicalista alemanya que fou Comissària Europea de Política Regional entre 1995 i 1999.

## Biografia
Va néixer el 17 de març de 1942 a la ciutat de Wernigerode, població situada a l'estat alemany de Saxònia-Anhalt. Va estudiar història, literatura alemanya i economia a la Universitat d'Hamburg i Friburg de Brisgòvia, en la qual es va doctorar el 1968.
El 1968 es va casar amb Carsten Wulf-Mathies, del qual va prendre el cognom.

## Activitat política
Membre del Partit Socialdemòcrata d'Alemanya (SPD) des de l'any 1965. El 1971 fou nomenada auxiliar oficial de l'oficina de premsa del Ministre Federal d'Assumptes Econòmics, Karl Schiller. El 1976 va esdevenir una de les principals directors del sindicat Öffentliche Dienste, Transport und Verkehr (ÖTV), un dels principals sindicats orientats al desenvolupament social i la salut de la dona, i en va esdevenir la seva presidenta entre 1982 i 1994. Des del seu càrrec fou una de les principals promotores de la setmana laboral de 35 hores amb sou complet.
L'any 1994 fou nomenada membre de la Comissió Santer, com a Comissària Europea de Política Regional, càrrec des del qual fou responsable dels Fons de Cohesió. Després de la dimissió d'aquesta Comissió el març de 1999, a conseqüència de nombroses denúncies per casos de corrupció, va ocupar el mateix càrrec de forma interina en la Comissió Marín. Va abandonar definitivament el seu càrrec el novembre de 1999.
A la seva renúncia de la Comissió fou nomenada assessora privada del Canceller Federal Gerhard Schröder, càrrec que va mantenir fins al 2000.